# Вайчайтис, Пранас
Пранас Вайчайтис (лит. Pranas Vaičaitis; 10 февраля 1876, Синтаутай, Сувалкская губерния, Российская империя — 21 сентября 1901, там же) — литовский поэт и переводчик.

## Биография

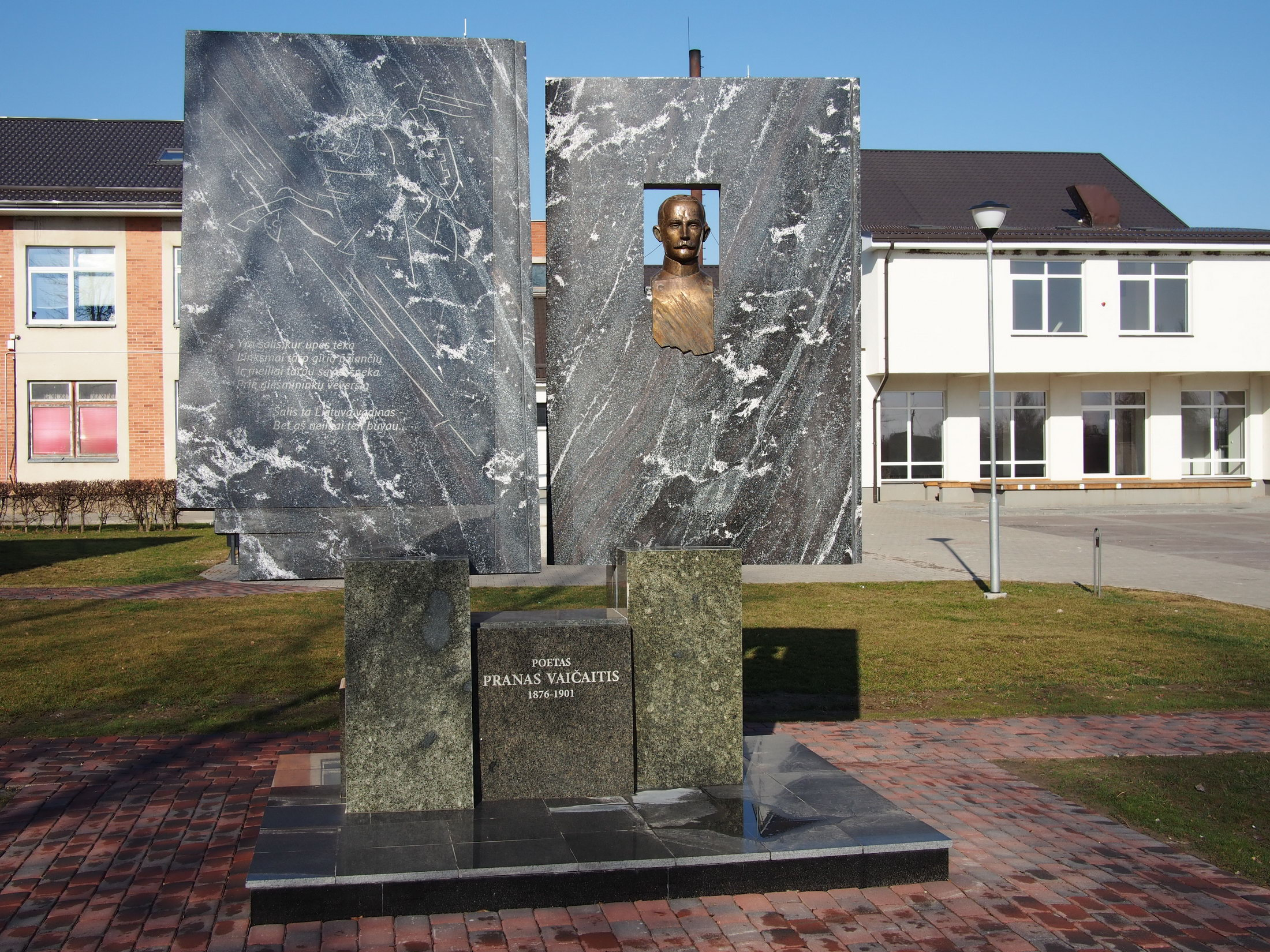
Памятник поэту Пранасу Вайчайтису в Синтаутай

Из крестьян. Окончил Мариямпольскую гимназию, затем юридический факультет Императорского Санкт-Петербургского университета. В студенческие годы активно участвовал в деятельности литовских обществ в Санкт-Петербурге, много писал, сотрудничал с запрещённой литовской прессой, интересовался прошлым Литвы и её языком.
Подвергался политическим преследованиям. Варшавский прокурор заключил его на месяц под стражу в полиции, а министр юстиции продлил этот срок до одного месяца тюремного заключения.

## Творчество
Автор лирических стихов, элегий, сонетов, баллад, сатирических произведений, эпиграмм.
Печатался с 1896 года. Кроме лирики, в своих стихах П. Вайчайтис отразил протест крестьянства против национального и социального гнёта, красоту родной природы, жизнь людей труда («Есть страна», «Ребёнок в лохмотьях глядел сквозь ограду», «Ели», «Песня экслитовцев», «Воитель отважно боролся» и др.). Некоторые стихи поэта стали народными песнями.
Перевёл на литовский язык «Русалку» и «Скупого рыцаря» А. С. Пушкина.
Умер от туберкулёза и похоронен в родном городке Синтаутай, где ему поставлен памятник.

## Избранные произведения
- Raštai, Kaunas≈Vilnius, 1921;
- Lyrika ir satyra, Vilnius, 1951:
- Rinktiné, Vilnius, 1956;
- Jra šalis, Vilnius, 1964.